# Graham Kirkham, Baron Kirkham

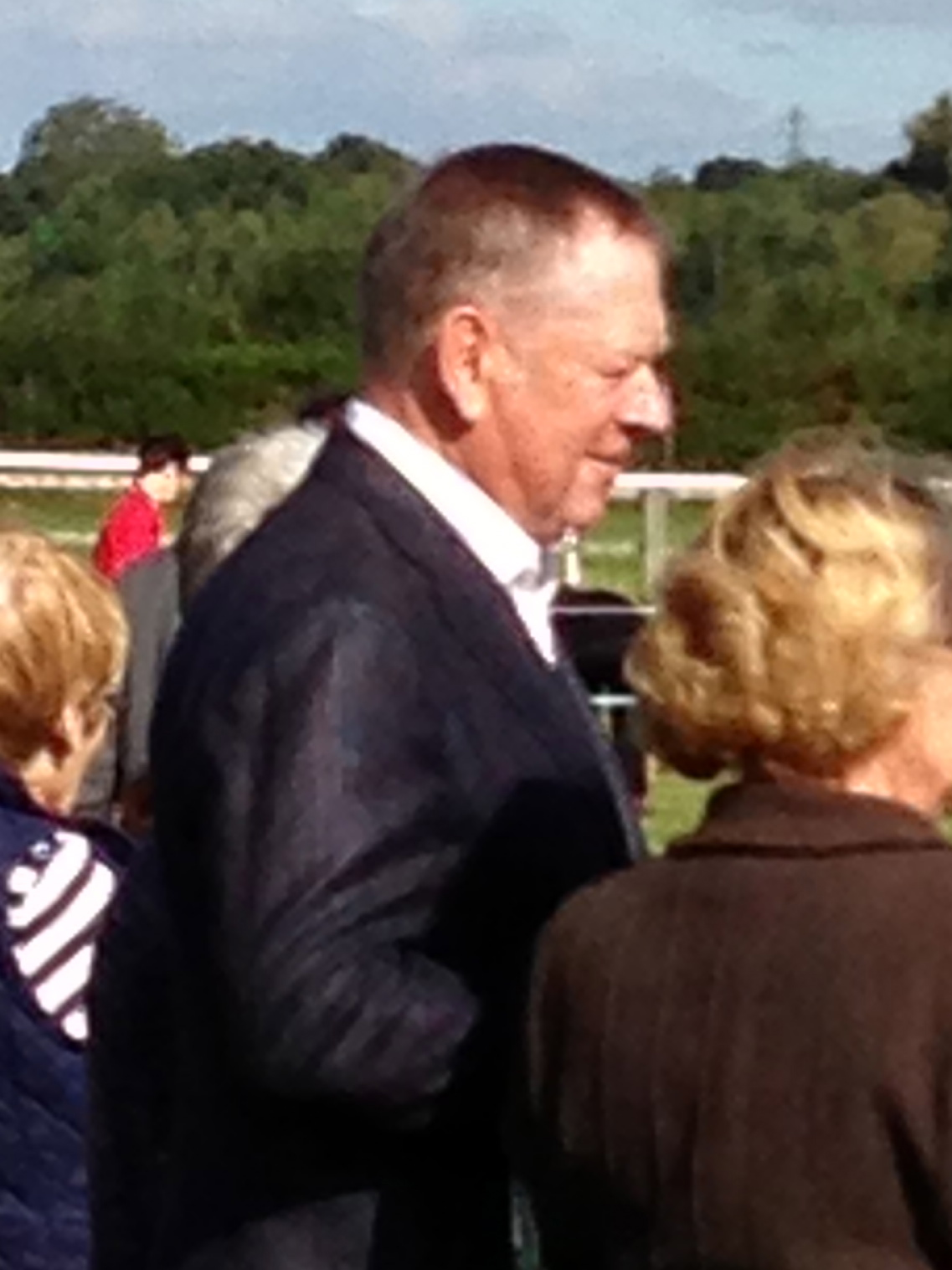
Graham Kirkham, Baron Kirkham

Graham Kirkham, Baron Kirkham KCVO Kt (* 14. Dezember 1944 in Doncaster) ist ein britischer Unternehmer und Politiker der Conservative Party, der seit 1999 als Life Peer Mitglied des House of Lords ist.

## Leben
Kirkham gründete 1969 das Unternehmen DFS Furniture Co Ltd und ist dessen Eigentümer und Geschäftsführer. 1996 wurde er für seine Verdienste zum Knight Bachelor geschlagen und führte fortan den Namenszusatz „Sir“. Ferner war er zwischen 1997 und 1998 Vorsitzender der Schatzmeister der Conservative Party.
Durch ein Letters Patent vom 23. Juli 1999 wurde King als Life Peer mit dem Titel Baron Kirkham, of Old Cantley in the County of South Yorkshire, in den Adelsstand erhoben. Kurz darauf erfolgte seine Einführung ins House of Lords. Im Oberhaus gehört er zur Fraktion der Conservative Party.
Lord Kirkham, der 2001 Commander des Royal Victorian Order wurde, ist seit 2010 Partner des Unternehmens Black Diamond Investments und engagiert sich ferner Vorsitzender des zum internationalen Jugendprogramm gehörenden Duke of Edinburgh’s Award. Des Weiteren ist er stellvertretender Schirmherr des Outward Bound-Trust sowie stellvertretender Präsident des Animal Health Trust (AHT).
Im Juni 2021 wurde er zum Knight Commander des Royal Victorian Order erhoben.